# Тремембе
Тремембе (порт. Tremembé) — муниципалитет в Бразилии, входит в штат Сан-Паулу. Составная часть мезорегиона Вали-ду-Параиба-Паулиста. Входит в экономико-статистический микрорегион Сан-Жозе-дус-Кампус. Население составляет 40 182 человека на 2006 год. Занимает площадь 192,416 км². Плотность населения — 208,8 чел./км².
Праздник города — 26 ноября.

## История
Город основан в 1660 году.

## Статистика
- Валовой внутренний продукт на 2003 составляет 184.457.243,00 реалов (данные: Бразильский институт географии и статистики).
- Валовой внутренний продукт на душу населения на 2003 составляет 4.889,52 реалов (данные: Бразильский институт географии и статистики).
- Индекс развития человеческого потенциала на 2000 составляет 0,834 (данные: Программа развития ООН).

## География
Климат местности: тропический.